# Первый мститель: Противостояние (саундтрек)
«Пе́рвый мсти́тель: Противостоя́ние» (оригинальный саундтрек) — музыка у фильму «Первый мститель: Противостояние» (2016) от компании Marvel Studios, основанному на одноимённом событии в компании Marvel Comics. Музыка была написана британским композитором Генри Джекманом. Альбом саундтреков был выпущен компанией Hollywood Records 6 мая 2016 года.

## Разработка
В августе 2014 года режиссеры Энтони и Джо Руссо объявили, что Генри Джекман, написавший музыку к фильму «Первый мститель: Другая война» (2014), вернется, чтобы написать музыку к фильму «Первый мститель: Противостояние». Джекман отметил, что индустриальные элементы трека «Зимнего солдата» из саундтрека к фильму были хорошим показателем того, как будет звучать саундтрек к «Противостоянию», хотя он предупредил, что это «просто отправная точка, так как Руссо ищут что-то новое — похожее с изюминкой». Однако Джекман отметил, что саундтрек к «Противостоянию» более симфонический и оркестровый, чем к «Другой войне».

## Трек-лист
Вся музыка написана Генри Джекманом.
| №                   | Название               | Длительность |
| ------------------- | ---------------------- | ------------ |
| 1.                  | «Siberian Overture»    | 2:56         |
| 2.                  | «Lagos»                | 2:10         |
| 3.                  | «Consequences»         | 2:22         |
| 4.                  | «Ancestral Call»       | 2:37         |
| 5.                  | «Zemo»                 | 3:09         |
| 6.                  | «The Tunnel»           | 3:51         |
| 7.                  | «Celestial Bodies»     | 1:44         |
| 8.                  | «Boot Up»              | 5:16         |
| 9.                  | «A New Recruit»        | 1:47         |
| 10.                 | «Stepping Up»          | 1:59         |
| 11.                 | «Standoff»             | 4:01         |
| 12.                 | «Civil War»            | 4:26         |
| 13.                 | «Larger Than Life»     | 3:40         |
| 14.                 | «Catastrophe»          | 2:36         |
| 15.                 | «Revealed»             | 5:38         |
| 16.                 | «Making Amends»        | 1:34         |
| 17.                 | «Fracture»             | 4:00         |
| 18.                 | «Clash»                | 3:54         |
| 19.                 | «Closure»              | 5:32         |
| 20.                 | «Cap's Promise»        | 3:46         |
| 21.                 | «Adagio» (Bonus track) | 2:18         |
| Общая длительность: | Общая длительность:    | 1:09:09      |

### Дополнительная музыка
Песня «Left Hand Free» группы alt-J, присутствует в фильме, но она не вошла в альбом саундтреков. Он играет, когда Питер Паркер / Человек-паук впервые появляется в фильме и во время финальных титров.

## Чарты
| Чарт (2016)         | Высшая позиция |
| ------------------- | -------------- |
| США (Billboard 200) | 168            |